# Список графов де Шалон
Граф де Шалон (фр. Comte de Chalon sur Saône) — титул правителей бургундского графства Шалон.

## Франкский период
- 733 — после 765: Адалард (ум.ок.763), сын Хильдебранда I, (ок.682—751), графа в Бургундии и сеньора Перраси
- ??? — после 819: Гверин (Варин) I (ум. после 819), граф Шалона, граф Оверни с 818
- 819/835—853/856: Гверин (Варин) II (ум. 853/856), граф Макона 825, Мемонтуа с 831, Шалона с 835, Отёна с 837, Осуа с 844, маркиз Бургундии с 844, сын Гверина I
- 853/856—858: Изембарт (815—858), граф Отёна, Шалона, Дижона и Макона с 853, сын Гверина V
- 858—863: Онфруа (Гумфред) (ум. после 876), граф Бона (856—863), Отёна, Шалона, Макона (858—863), маркиз Бургундии и Готии (858—863), маркиз Тулузы (863)
- 863—877: Экхард (810—877), сеньор де Перраси с 836, граф де Морвуа (840—859), Шалона с 863, Макона с 870, Отёна с 872, сын Хильдебранда II, графа Отёна
- 877—880: Бозон III (850—887), граф Вьенна и Лиона (871—880), граф Берри (872—876), герцог Италии (875—876), герцог Прованса (875—879), вице-король Италии (876—879), граф Макона и Шалона (877—880), Отёна (879—880), король Нижней Бургундии (Прованса) (879—887)
- 880—887: Адемар (ум. после 901), граф де Шалон (880—887, граф Дижона в 901

## 1-й домВержи
- 887—918: Манасия I Старый (ум. 918), граф Атье, Осуа, Авалуа, Бона, Шалона, Десмуа, Ошере с 887, сеньор де Вержи с 893, граф Лангра с 894
- 918—924: Вало (ум. 924), граф Шалона с 918, сын Манасии I
- 924—956: Жильбер (ум. 956), граф Авалона с 918, Шалона и Десмуа с 924, граф Бона с 925, граф Отёна и герцог Бургундии с 952, сын Манасии I
- 956—987: Аделаида (ок.928—987), графиня Шалона с 956, дочь Жильбера

муж: Ламберт (ок.930—979), родоначальник 1-го дома де Шалон

## 1-й дом де Шалон (Дижонский дом)
- 956—979: Ламберт (ок.930—979), граф Шалона с 968, родоначальник 1-го дома де Шалон
- 987—1039: Гуго (Юг) I (972—1039), граф Шалона с 987, епископ Осера с 999, сын Ламберта

## Дом Семюр-ан-Брионне/Донзи
- 1039—1065: Тибо де Семюр (ок. 990—1065), граф Шалона с 1039, сын Жоффруа I де Семюр и Маго де Шалон (сестры Гуго I)
- 1065—1079: Гуго II (ок. 1022—1079), граф Шалона с 1065, сын Тибо
- 1079—1096: Жоффруа II де Донзи (ок. 1040 — после 1097), сеньор де Донзи с 1055, граф Шалона с 1079, сын Эрве I де Донзи, двоюродный брат Гуго II

## Дом де Тьер
- 1078—1113: Ги I де Тьер (ок. 1060—1113), виконт де Тьер с 1075 года, граф Шалона с 1078 года (единовластно с 1097 года), сын Гильома де Тьер и Аделаиды де Семюр, сестры Гуго II, графа Шалона
- 1113—1150: Гильом I (ок. 1095—1150), граф Шалона с 1113 года, сын Ги I
- 1150—1174: Гильом II (ок. 1120—1174), граф Шалона с 1168 года, сын Гильома I
- 1174-1203 Гильом III, сын Гильома II
- 1203—1227: Беатрис (1174—1227), графиня Шалона с 1192 года, дочь Гильома II

муж: Этьен III (ок. 1170—1241), граф Осона

## Бургундский (Иврейский) дом
- 1227—1237: Жан I Мудрый (1190—1267), граф Шалона с 1227, Осона с 1241, сеньор де Сален с 1237

В 1237 г. Жан I Мудрый обменял графство Шалон на сеньорию Сален герцогу Бургундии Югу IV, после чего Шалон вошел в состав герцогства Бургундия.